# Гайдай Олександр (Лесько) Миколайович
Гайдай Олександр (Лесько) Миколайович (*12 серпня 1896, Житомир — †після 1973) — військовий і громадський діяч, повстанець, завідувач Житомирської міської управи, штатний викладач українознавства Житомирської пішої юнацької школи; підпоручник Армії УНР.
Нагороджений Воєнним хрестом і Хрестом Симона Петлюри.

## Біографія
Закінчивши 1916 року 1-шу Житомирську класичну гімназію, вступив на юридичний факультет Київського університету Св. Володимира. Прослухавши два неповних семестри, на початку 1917 року пішов до російського війська як вільноприділений 1-го розряду. З фронту відряджений до Києва в Олексіївську інженерну школу, звідки портупей-
юнаком пішов на фронт. Під час так званого наступу Керенського влітку 1917 року пішов до 1-го куреня смерті 4-ї дивізії 6-го корпусу. За героїзм підвищений до рангу хорунжого. 30 серпня 1917 року контужений і «трохи подряпаний». Внаслідок поранень евакуйований у запілля, а на початку 1918 року звільнився зі служби і відновив навчання в університеті.
Учасник боїв у складі Житомирської пішої юнацької школи проти більшовиків під час її відступу з районуну Бердичів — Житомир на Олевськ — Сарни — Рівне. Коли наприкінці серпня 1919 року українські війська зайняли Житомир, поїхав у відпустку до рідних. Під час несподіваного контрнаступу червоних «попався їм, але втік». При спробі перейти лінію фронту знову потрапив у більшовицький полон. Засуджений до розстрілу. Врятований селянами Житомирського повіту. Врешті, сильно побитий, дістався Житомира і своєї вагітної дружини. Разом з нею і наздогнав українські частини, які відступили на лінію Вінниця — Жмеринка. У ті дні в нього народився син, а дружина захворіла на плямистий тиф. Тож, не маючи змоги відступати з українськими військами на Старокостянтинів, залишився у Жмеринці. Дружина видужала, а син помер. Потім на тиф занедужав Олександр. Відправивши дружину до Житомира, сам пішов до місцевих повстанців. Коли українські частини разом із польською армією пішли наступом на Київ, приєднався до української армії, а 4 вересня 1920 прилучився до Кам'янецької юнацької школи. «До половини листопада 1920 р. наступав з нею, потім відступав, перейшов Збруч і був інтернований у Ланцуті. У січні 1921 року вийшов з табору».
Жив на Волині і в Галичині. «Працював у галузі культурно-освітній та ширив видання наших кооперативних видавництв».
10 вересня 1922 перейшов Татри, бо «прагнув студіювати на лісовому відділі Української господарської академії». «Завзятий футболіст». Учасник 1-ї Олімпіади українських студентів у ЧСР (Прага, 20 жовтня — 23 жовтня 1924, 2-ге місце з бігу — на 100 м, 2-ге місце 1500 м).
1929 року закінчив агрономічно-лісовий факультет Української Господарської академії в Подєбрадах. Автор спогаду «Ставлення населення м. Житомира до українського руху під час подій року 1918-го на початку 1919-го» — про зростання національної свідомості населення Житомира.
Нагороджений Воєнним хрестом (1957) і Хрестом Симона Петлюри (20 жовтня 1961).